# Jenny Seth
Jenny Yvonne Seth, född 18 april 1979, är en svensk radioprogramledare och musikskribent. Seth har bland annat varit programledare för Musikguiden i P3.
Hon har även varit krönikör för Aftonbladet och AlltomStockholm samt klubbredaktör för Djungeltrumman. Hon är DJ under namnet DJ Yxa.